# Villeroy & Boch
Villeroy & Boch AG är en porslinstillverkare med huvudkontor i Mettlach i Tyskland. Företaget grundades på 1700-talet av François Boch och Nicolas Villeroy och äger sedan 2000 Aktiebolaget Gustavsberg.

## Historik

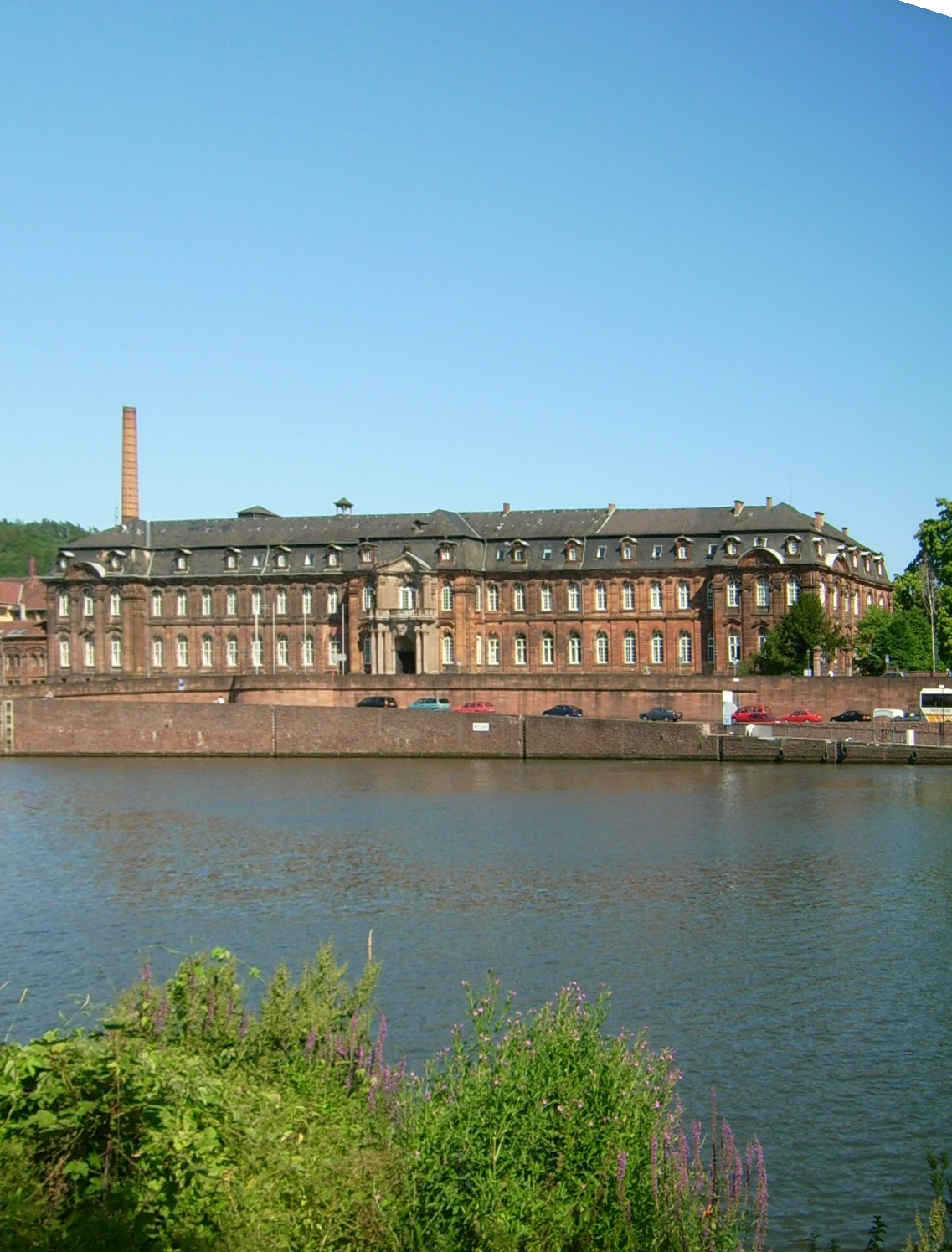
Villeroy & Bochs huvudkontor i Mettlach.

Företaget historia går tillbaka till 1748 då François Boch grundade ett krukmakeri i Audun-le-Tiche (Lorraine; stängdes 1870). Fajanseriet i Septfontaine (Luxemburg) grundades 1767 och 1790 grundade Nicolas Villeroy ett fajanseri i Vaudrevange (Wallerfangen, Saarland, som senare stängdes 1931).
År 1809 köpte Jean-François Boch det tidigare benedektinerklostret i Mettlach och byggde upp en för sin tid modern hushållsporslinsproduktion, till stor del mekaniserad. År 1869 tillkom mosaiktillverkning. Byggnaden är idag Villeroy & Bochs huvudkontor. År 1836 slogs firmorna Boch och Villeroy samman. Kristallfabriken i Wadgassen (Saar) grundades 1843 och 1856 startades en stengodsfabrik i Dresden.
Villeroy & Boch växte genom köp av en stengods- och terrakottafabrik i Merzig (Saar) 1879 och en majolicafabrik i Schramberg (Schwarzwald) 1883. År 1906 grundades bruket Dänischburg utanför Lübeck. Vid sekelskiftet 1900 började Villeroy & Boch tillverkningen av sanitetsporslin i stor skala.
Efter första världskriget köptes fabriker i Mehlem nära Bonn, en servisfabrik i Torgau och en i Lissa nära Breslau.
Formgivare för Villeroy & Boch under mellankrigstiden var bland andra Walter Gropius, Peter Behrens och Henry van de Velde. Porslinet fick nu tydliga drag av Bauhaus och art déco.
År 1976 tog Villeroy & Boch över porslinsfabriken Heinrich i Selb. År 1982 omstrukturerades bolaget och delades in i tre divisioner för plattor, sanitet respektive hushållsporslin/glas. År 1989 öppnades en ny fabrik specialiserad på porslin för hotell.
År 2000 köpte Villeroy & Boch AB Gustavsberg. Fram till 2014 producerades sanitetsporslin som toalettstolar och handfat i Gustavsberg. En ny anläggning uppfördes i Ekobacken i Gustavsberg, men där sker enbart vattenskärning och montering. Tillverkningen av produkterna är numera förlagd i Rumänien, Ungern och Thailand. Villeroy & Boch har produktionsanläggningar i Gustavsberg och Vårgårda.

## Bildgalleri

Produktexempel
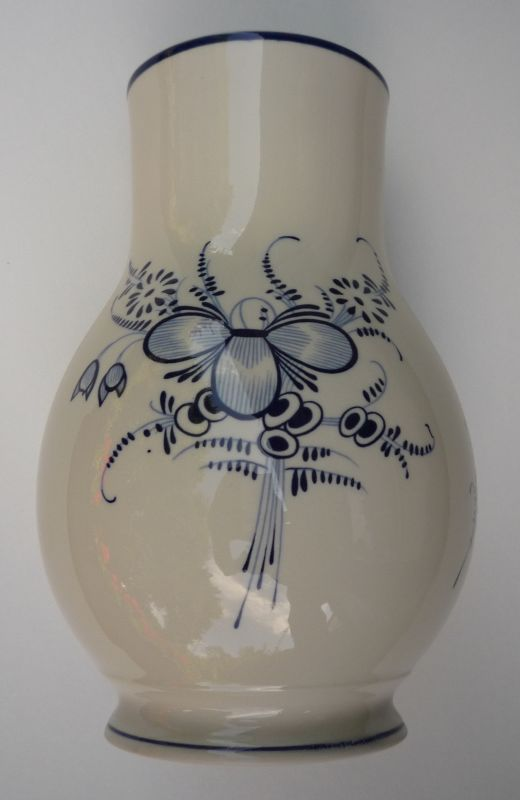
Vas Alt Luxemburg
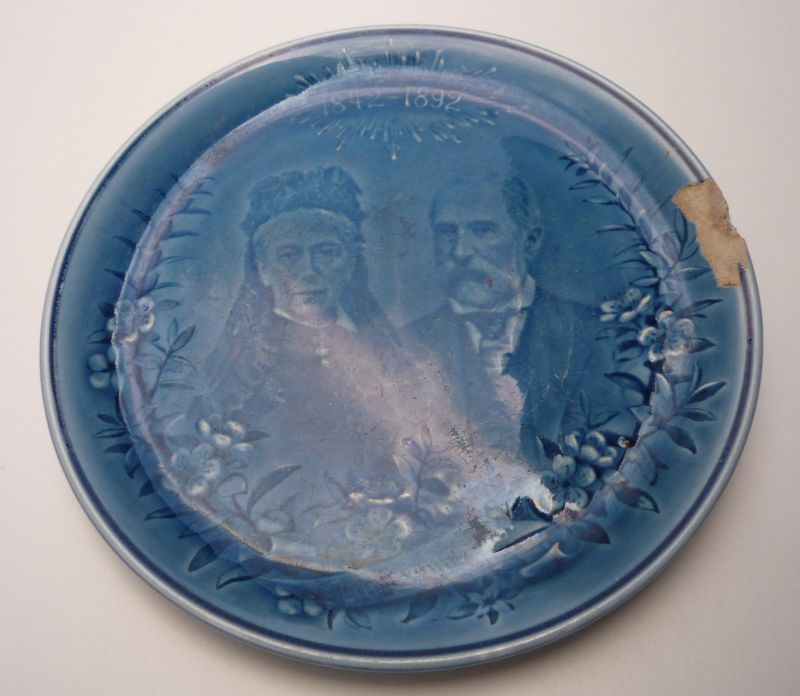
Minnestallrik till Eugen von Bochs och Oktavies guldbröllop, Villeroy 1892
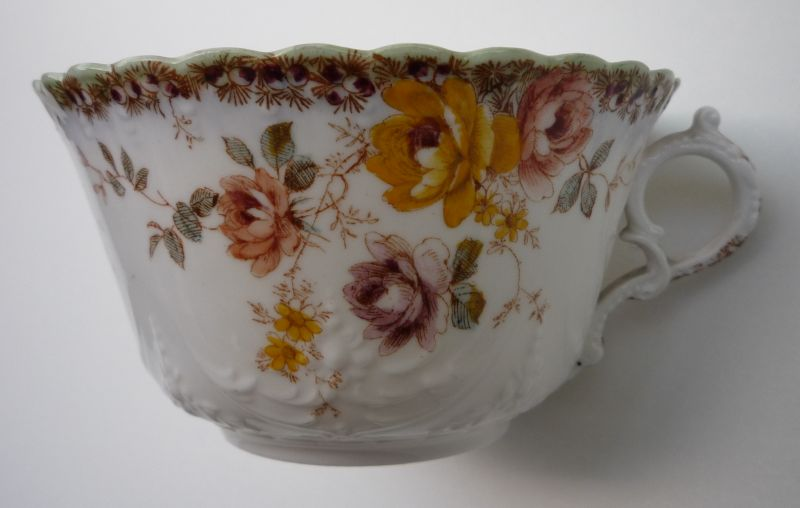
Tekopp, tillverkat i bruket i Wallerfangen
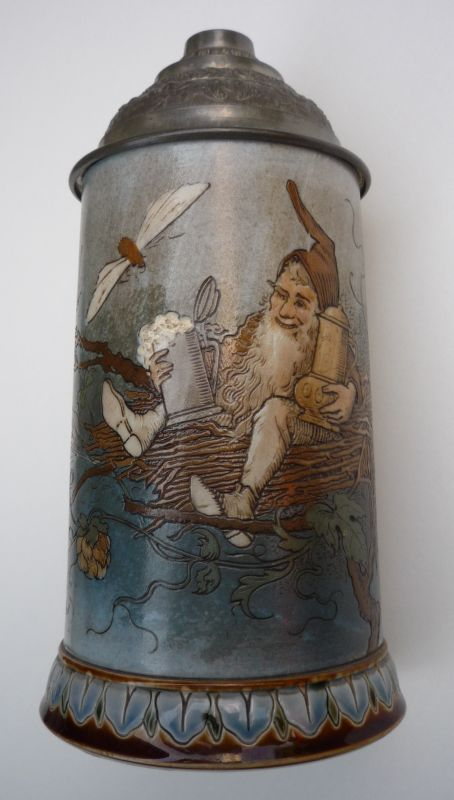
Stop formgivet av Heinrich Schlitt
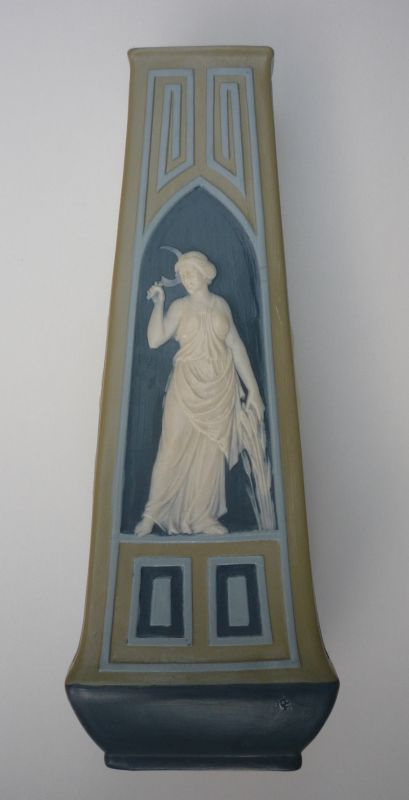
Vas i phanolith (början av 1900-talet)
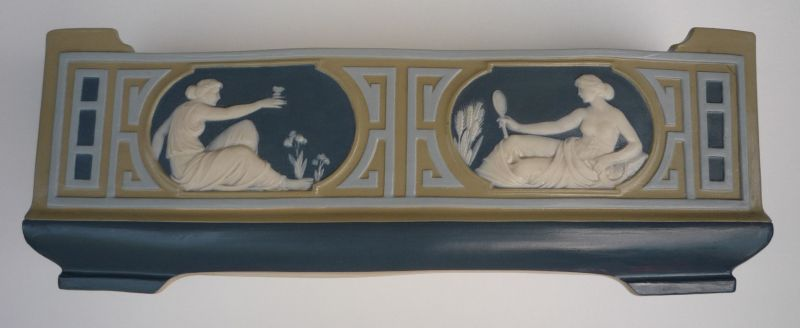
S.k. Jardinière i phanolith (början av 1900-talet)
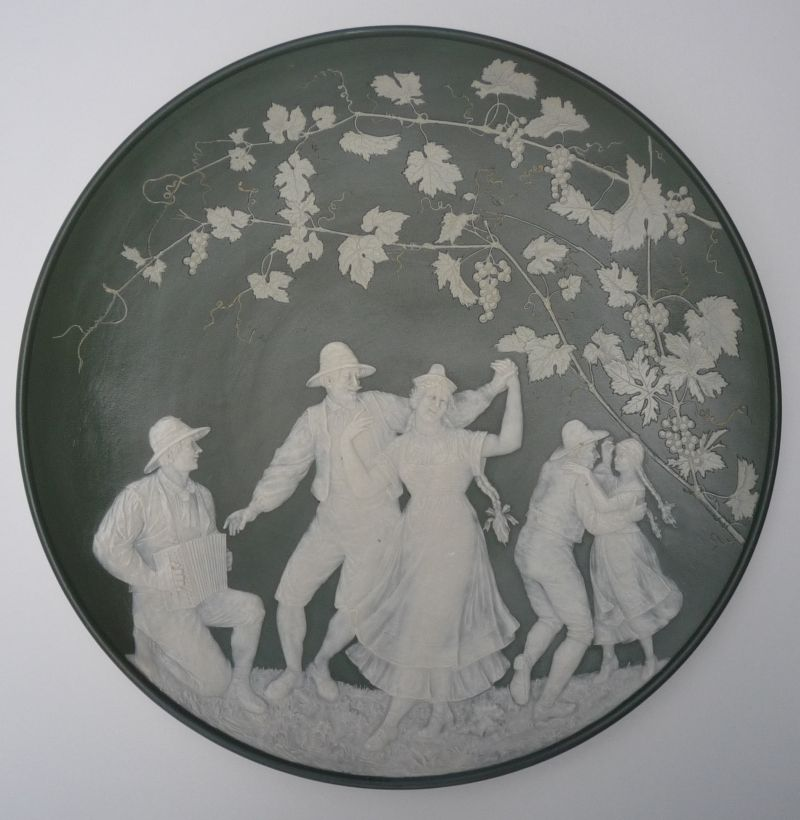
Väggtallrik i phanolith (början av 1900-talet)
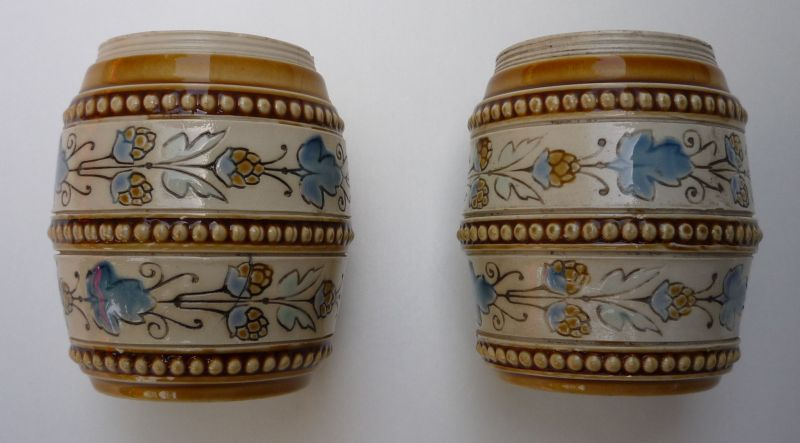
Kryddburkar i graverat stengods (ca början av 1900-talet)
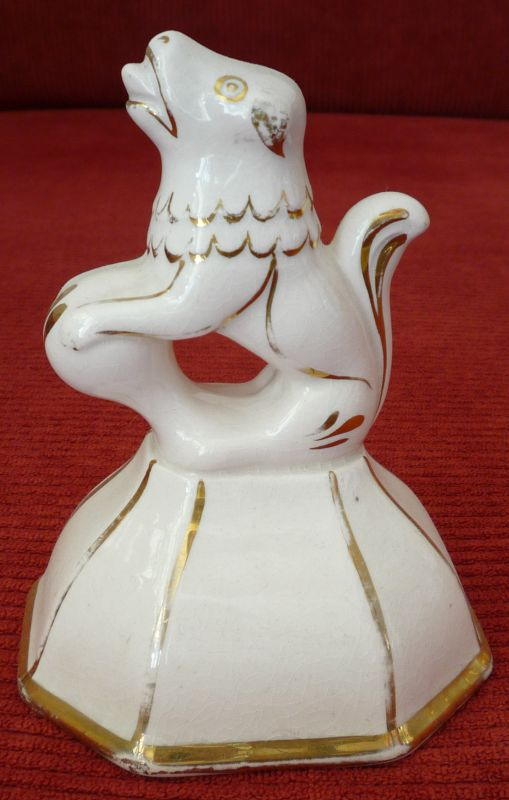
Lejonfigur, tillverkad 1910 av en arbetare åt sin son (på den tiden var det vanligt att arbetarna framställde dyl. artiklar åt sina barn)
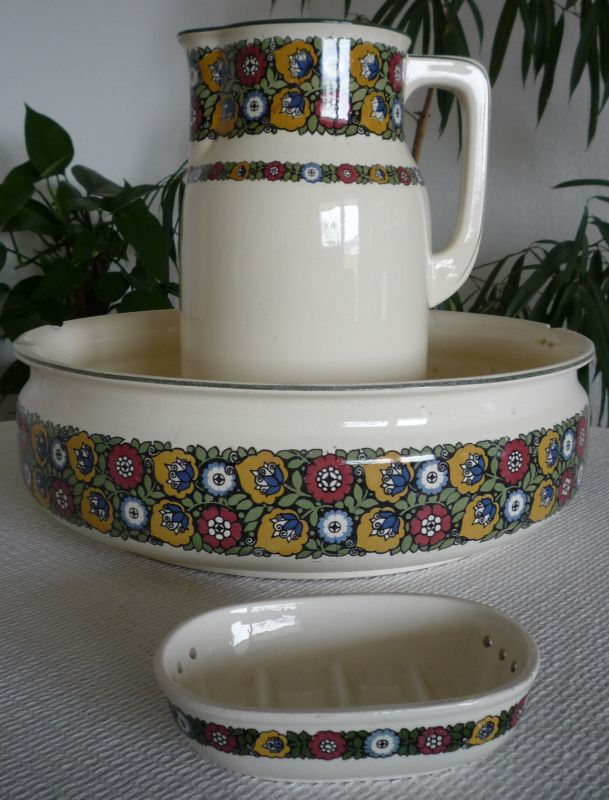
Tvättservis Drina, bestående av tvättfat, tvättkanna och tvålkopp (ca början av 1900-talet)
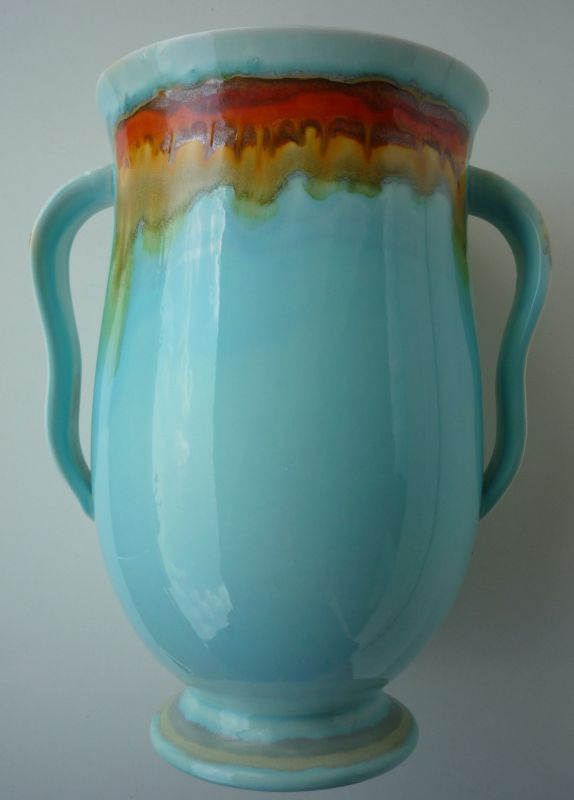
Vas Adria (ca 1934)
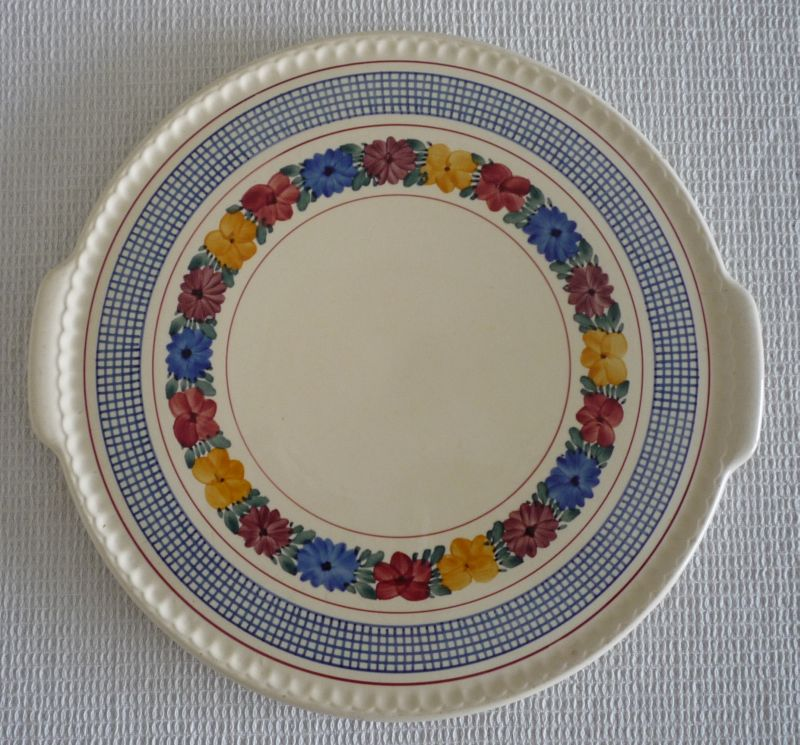
Tårtfat Goslar (1930-talet)
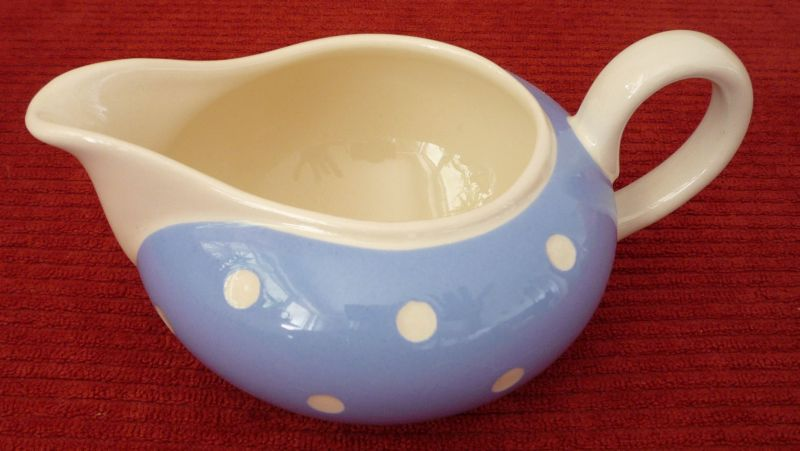
Mjölkkanna Doris (ca 1930-talet)
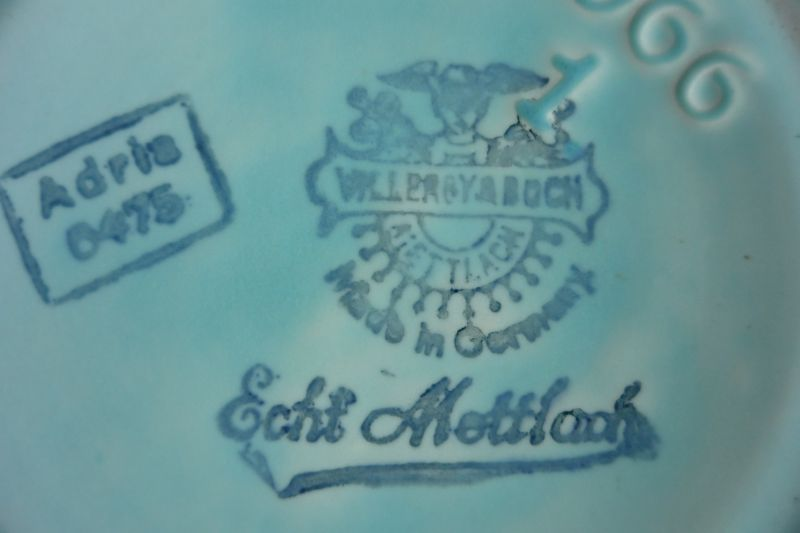
Firmastämpel på vas (ca 1934)
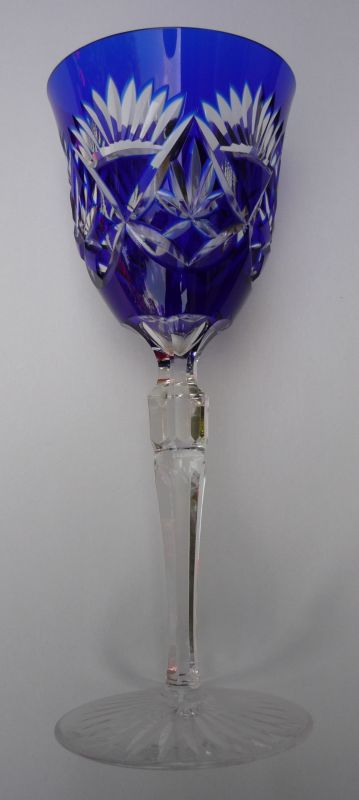
Kristallglas, tillverkat i Wadgassen
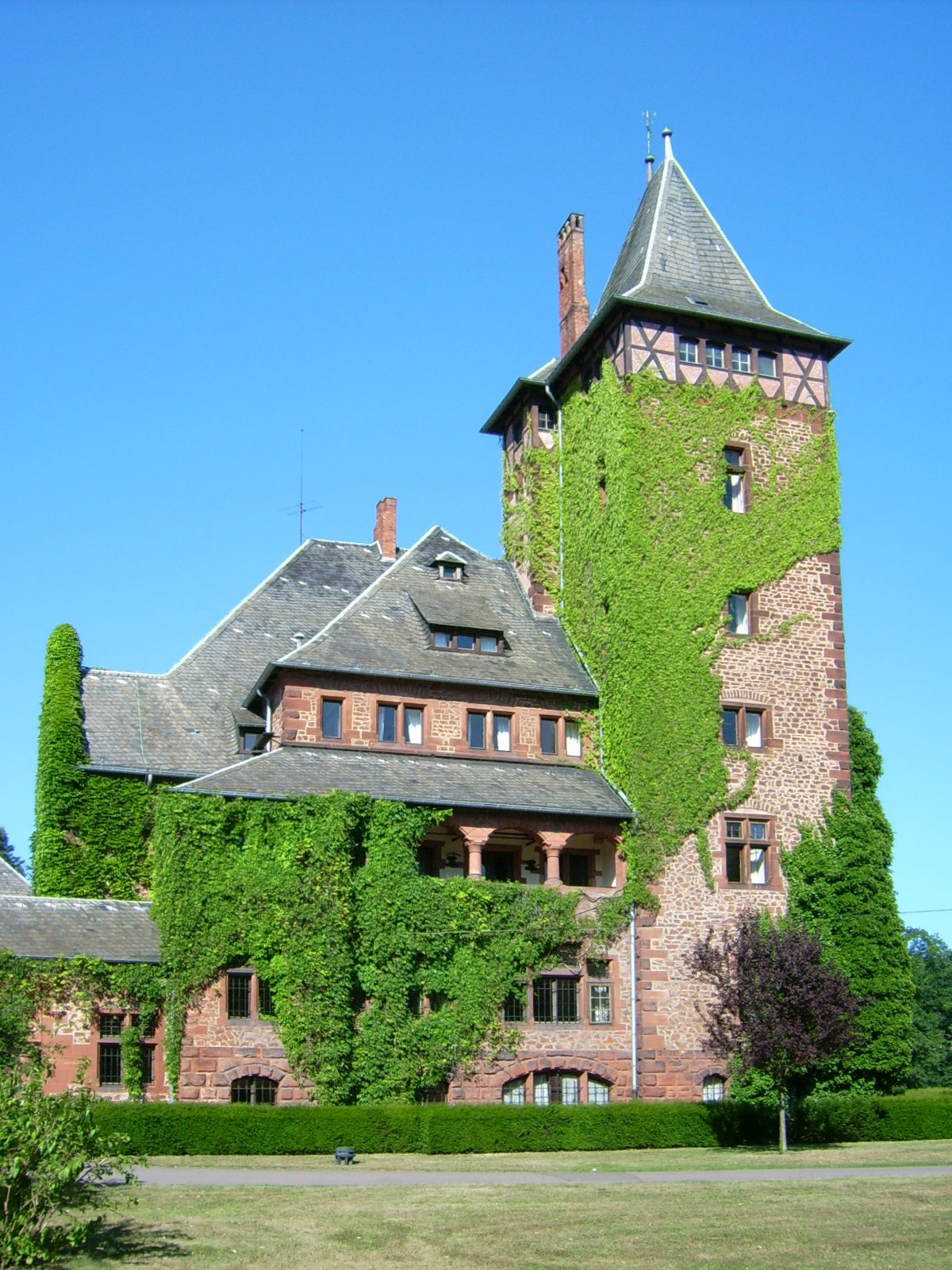
Gästvilla i ”Saarecks Ländchen”
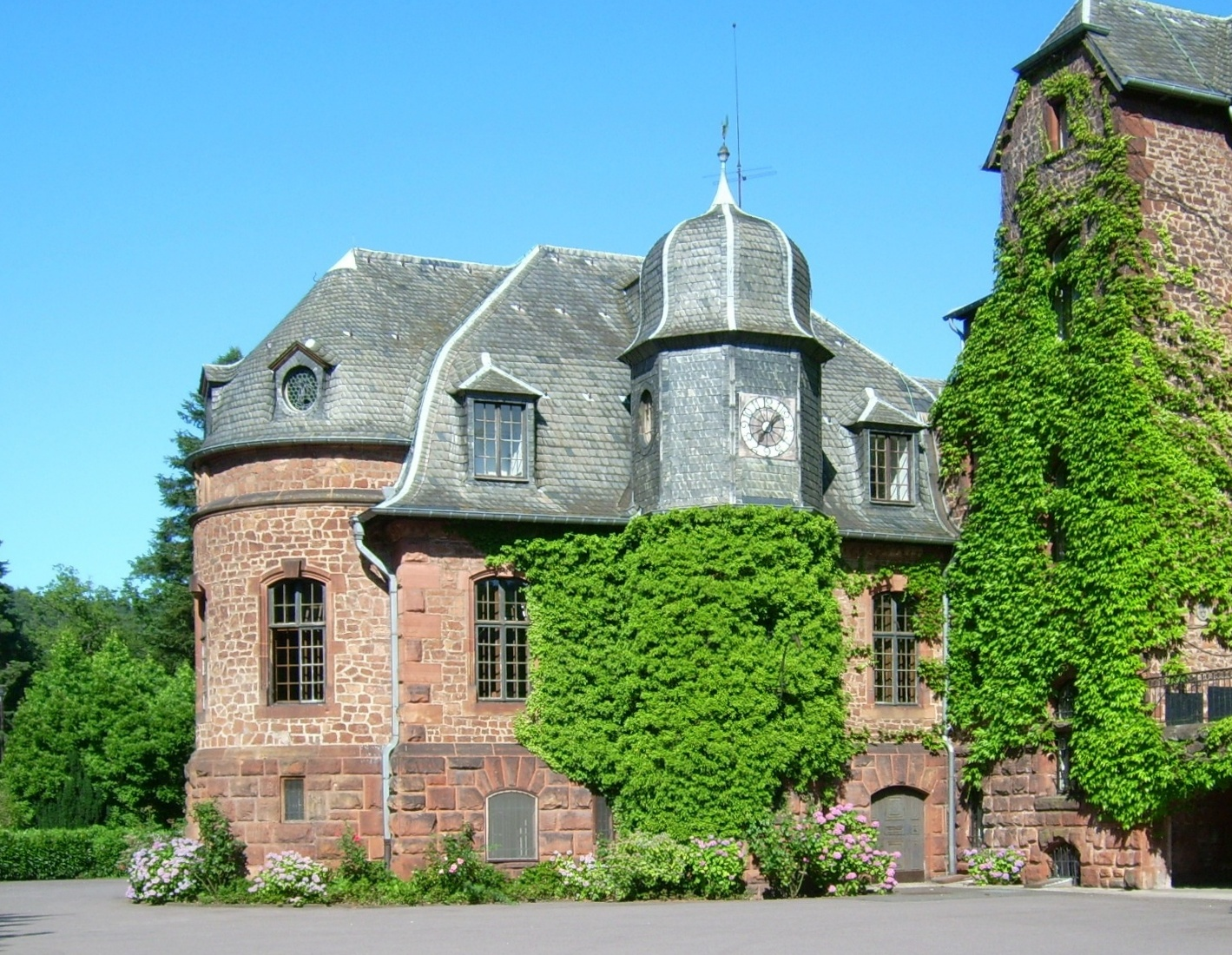
Tillbyggnad till gästvillan
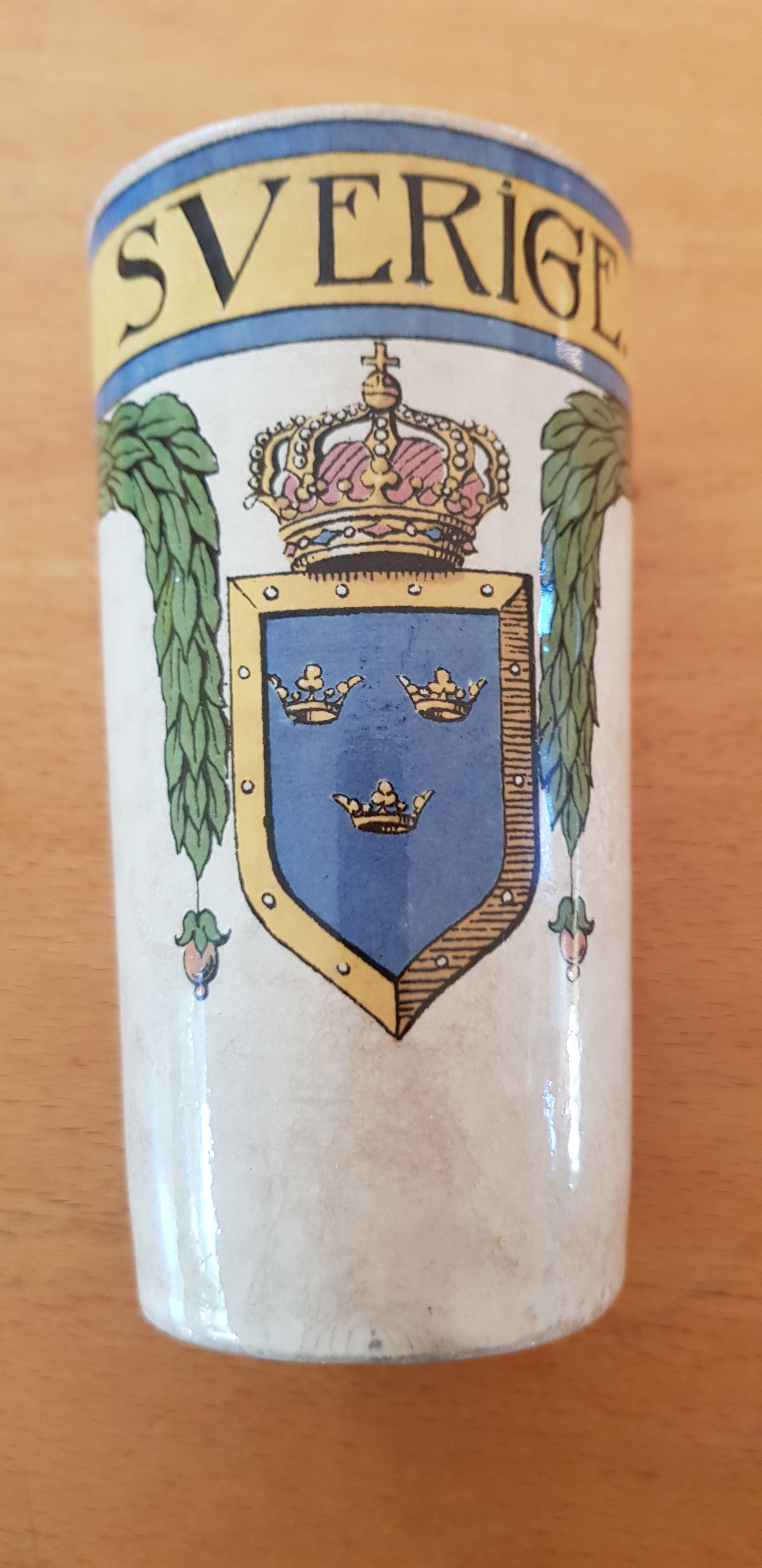
En stengodsmugg från Villeroy & Boch med trekronormotiv.